# Telecomix
Telecomix, ou Télécomix, est un groupe décentralisé de cybermilitants, ou groupe hacktiviste, engagés en faveur de la liberté d'expression. Son fondateur le plus célèbre est connu sous le pseudonyme : Azox. Le nom Telecomix désigne à la fois WeRebuild et Telecomix. WeRebuild est un projet collaboratif utilisé afin de proposer et de discuter des lois, ainsi que de collecter des informations à propos de la politique et des politiciens. Telecomix est l'organe opérationnel qui exécute les projets et les propositions présentés par WeRebuild,.
Le 15 septembre 2011, lors de l'opération #OpSyria, Telecomix a détourné toutes les connexions au web syrien et a redirigé les internautes vers une page qui contenait des instructions permettant de contourner la censure. De plus, durant la Révolution égyptienne de 2011, Telecomix reprend à son compte l'action de FDN et met en place des accès RTC gratuits, permettant de contourner la censure des réseaux xDSL,. Plus récemment, Telecomix a publié et analysé 54 Go de logs attestant de la censure d’Internet en Syrie par l'entreprise Bluecoat,. Cette fuite a été critiquée par le chercheur en sécurité informatique et hacker Jacob Appelbaum.

## Historique
Telecomix a été créé le 18 avril 2009, sur la proposition d'Erik Josefsson lors d'un séminaire sur la surveillance, la loi FRA et d'autres lois qui étaient alors en cours de discussion au Parlement européen. Erik Josefsson a demandé à l'auditoire de l'aider à stopper les lois sur la surveillance qui étaient sur le point d'être votées. Dans la soirée, un groupe a créé Telecomix de manière officieuse.
Durant les premiers mois d'existence de Telecomix, le groupe s'est principalement concentré sur le Paquet Télécom, la directive 2006/24/CE sur la conservation des données et la loi FRA. Son travail consistait à recueillir des informations sur les lois et les processus politiques, à mettre en place des conversations publiques avec les législateurs, et à monter des projets artistiques.
À mesure que Telecomix prenait de l'ampleur, la définition et les limites du « groupe » devenaient plus floues. Au cours d'une interview, un activiste a décrit Telecomix comme « un groupe d'amis en constante expansion, qui font des trucs ensemble », composé d'« environ 20 membres très actifs, 50 membres actifs, pour un total de 300 personnes en comptant les lurkers ».

### Origines
Les membres de Telecomix sont issus du milieu des activistes ou de la scène des hackers. Bon nombre de membres fondateurs ont évolué autour du Piratbyrån et de The Pirate Bay. Certains membres se retrouvaient à la fois au sein de The Julia Group et de La Quadrature du Net, ou encore de Forskningsavdelningen, le Hackerspace de Malmö. Le concept de « membre » est plutôt flou chez Telecomix (il suffit de se connecter sur le canal IRC pour en être un), c'est pourquoi il est difficile d'estimer leurs origines avec certitude.
Selon Marcin de Kaminski, l'un des premiers membres ayant parlé à la presse du projet initial de Telecomix (qui répondait à l'époque au nom de domaine telekompaketet.se, son actuel propriétaire n'étant de près ou de loin pas affilié à Telecomix), la naissance de Telecomix découle directement d'un projet parallèle spontanément initié par le Piratbyrån, plus connu sous le nom de Tapirbyrån (« Le Bureau des Tapirs », une anagramme du mot Pirate en suédois). À ce jour, aucun membre de Tapirbyrån n'a confirmé ou nié la véracité de cette explication.
L'idée de base de Telecomix était de s'impliquer dans les politiques parlementaires, d'agir comme une interface entre les communautés et les représentants élus. Puis ils se sont progressivement tournés vers l'action directe et les opérations de sauvetage, et petit à petit, le groupe a adopté une rhétorique plus belliciste, fortement influencée par le style crypto-anarchiste des années 1990.
En 2011, plusieurs membres de Telecomix ont accordé des interviews et sont intervenus au cours de conférences sur la technologie sous leurs vrais noms,,,, ce qui contraste avec le fait qu'auparavant, Telecomix était utilisé comme pseudonyme collectif.
Pour Ramus Fleischer, la formation de Telecomix a sonné le glas d'une longue ère de rhétorique pirate, dévoilant ainsi une approche hacktiviste de la politique . En outre, dans son Det Nätpolitiska Manifestet, Christopher Kullenberg a décrit la manière dont Telecomix avait pris forme, devenant le prolongement d'amitiés liées en ligne et dans la vie au moment du procès contre The Pirate Bay.
Dans le livre Svenka Hackare (Hackers suédois), Daniel Goldberg et Linus Larsson, deux journalistes spécialisés dans le domaine de la technologie, décrivent les moyens employés par Telecomix pour introduire leur projet WeRebuild dans un séminaire sur la Neutralité du réseau organisé par le gouvernement suédois en 2009, dans une volonté de favoriser l'implémentation du Paquet Télécom.

## Symbolisme

### Logo
Le logo Telecomix contient plusieurs symboles. Ses origines restent floues, mais une des interprétations les plus répandues veut que la pyramide qui se trouve au milieu soit un symbole de la philosophie kopimi créée par le Piratbyrån. En outre, les éclairs semblent être issus du logo de Televerket (Sweden), la société de télécommunications qui a eu le monopole en Suède jusqu'en 1993. L'étoile est un symbole du télécommunisme, et le signe Omega le symbole de la résistance dans la Loi d'Ohm. Cette interprétation est souvent appelée « l'interprétation selon Gothenburg », beaucoup de membres fondateurs venant de cette ville. Certaines personnes ont cependant associé les symboles du logo à des sociétés secrètes, plusieurs d'entre eux étant identifiables chez les Illuminati et les Franc-maçons.[réf. nécessaire]

### Méduse
Telecomix se réfère fréquemment à des concepts océanographiques lorsqu'il décrivent leur structure en tant que tout. Ils ont déclaré qu'un « siphonophore transmettait son génome par le biais de mèmes et en imitant, et non au travers de règles bien établies ».
Les méduses font partie intégrante du symbolisme chez Telecomix, elles circulent sur la toile en tant que mème et en tant que concept organisationnel, les participants étant guidés par la méduse afin d'évoluer dans l'organisation. En juin 2009, un billet de blog sur la méduse en tant que mème a été posté sur un blog affilié à Telecomix, ce qui n'a pas manqué d'éveiller l'intérêt des membres de Telecomix, pour qui la portée philosophique du concept d'auto-organisation décentralisée compte beaucoup.

### Datalove
La notion de « datalove » est apparue pour la première fois dans l'un des manifestes écrits par Telecomix, l'objectif étant « de donner envie au corps politique d'être créatif en leur envoyant des datalove comme s'il en pleuvait »,. Le concept de datalove a été le leitmotiv de plusieurs projets initiés par Telecomix, comme le site datalove.me estampillé Telecomix, pour vivre les datalove de manière interactive.

### Crypto-anarchisme
Telecomix a aussi apporté sa pierre à l'édifice qu'est le crypto-anarchisme. Leur projet « Cryptoanarchy.org »(Archive.org • Wikiwix • Archive.is • Google • Que faire ?) (consulté le 19 avril 2013) vise à promouvoir la recherche dans le domaine de la cryptographie et des technologies de sécurité.

### Cameron
Telecomix a créé un MegaHAL (en) baptisé Cameron. Selon l'un des membres, c'est une « représentation informatisée du groupe ». Cameron est devenu un symbole fort de Telecomix, des légendes étant nées autour de son rôle d'instigateur des actions menées par les militants.